# Amedeo Vella
Amedeo Vella (Naro (Agrigento), 28 augustus 1839 – Vibo Valentia, 5 juli 1923) was een Italiaans componist en dirigent. Hij was een zoon van het echtpaar Calogero en Pacinella Giuseppa Vella. Zijn vader was professioneel muzikant en zijn moeder kleermaakster.

## Levensloop
Vella was als muzikant lid van de Militaire muziekkapel van de 54e Infanterie divisie. Met dit orkest nam hij deel aan de verschillende oorlogsgevechten zoals de Slag bij Solferino, de Slag bij Castelfidardo, de Slag bij Custoza en de Slag bij Lissa (1866). Hij kreeg twee dapperheidsmedailles. Hij werd bevorderd tot militaire kapelmeester. Aansluitend was hij muziekleraar in het weeshuis van Vibo Valentia.
Hij was gehuwd met Nazarena Pulerà. Het echtpaar had vier kinderen: Gesualdo, Giuseppina, Matilde en Irene.
Als componist schreef hij marsen, dansen en kerkmuziek vooral voor harmonieorkest. Bekend werd zijn treurmars Una lacrima sulla tomba di mia madre door het gebruik in de films "Pane amore e fantasia" (1956) van Vittorio De Sica en "Amarcord" van Federico Fellini (1974).

## Composities

### Werken voor harmonieorkest
- Una lacrima sulla tomba di mia madre, treurmars[1]

## Media
1. ↑  "Una lagrima sulla tomba di mia Madre" door Banda Città di Gallipoli "Santa Cecilia". Gearchiveerd op 22 augustus 2019.

- Istituto Centrale per il Catalogo Unico: CUBV158897
- Virtual International Authority File: 307408958